# La Caixa (Tàrrega)
La Caixa és un edifici de Tàrrega (Urgell) protegit com a bé cultural d'interès local.
Edifici de grans proporcions que s'adapta a l'urbanisme de la Plaça Major i al carrer Agoders. Aquesta gran construcció a més a més ostenta un clar estil neoclàssic remarcable en totes les proporcions de les balconades i finestres de l'edifici, la seva ornamentació a base de frontons i cornises enlairades com pel detall del templet neoclàssic escultòric que corona l'angle superior de l'edifici. En aquesta casa a la part dels baixos s'allotja la sucursal de la Caixa de Pensions, és un edifici de quatre pisos d'alçada, i dividint la planta baixa del primer pis noble hi ha una sobresortida cornisa que fa d'entaulament per les balconades superiors que s'allotgen. Cada balcó intercalat ostenta una coronació superior mitjançant un frontó triangular. El segon pis manté una intercalació d'obertures de finestres i balcons. Finalment l'última planta és més discreta decorativament però també s'intercalen dos balcons i una finestra marcant doncs un ritme que es va repetint en més o menys mesura al llarg de tota la façana de l'edifici.
Superiorment tot l'edifici és rematat per una balconada balustrada que en el seu angle recte cantoner que allotja una estructura arquitectònica també de regust neoclàssic amb forma de templet de planta quadrangular amb els àngels escairats lleugerament i motllurats on a cada lateral s'obra un arc de mig punt sota el qual es troben grans estructures clàssiques d'homes dempeus presidint la Plaça Major.
L'any 1971 la Caixa de Pensions per a la Vellesa i d'Estalvis s'havia establert en aquesta construcció neoclàssica.